# Патрик Шведчик
Патрик Шведчик (пол. Patryk Szwedzik, нар. 2 листопада 2001, Легниця, Польща) — польський футболіст, нападник клубу «Шльонськ».

## Ігрова кар'єра

### Клубна
Патрик Шведчик народився у місті Легниця і грати у футбол починав у місцевій команді «Медзь». Пізніше він приєднався до молодіжного складу клубу з Катовиці ГКС.
Саме у складі «Катовіце» Шведчик і дебютував на професійному рівні у сезоні 2019/20 у турнірі Другої ліги чемпіонату Польщі. Сезон 2020/21 команда завершила на другому місці і наступний сезон Шведчик провів вже у Першій лізі. У лютому 2023 року як вільний агент футболіст перейшов до клубу Екстракласи «Шльонськ» з Вроцлава.

### Збырна
У 2022 році Патрик Шведчик дебютував у юнацькій збірній Польщі (U-20).